# Muddebihal
Muddebihāl är en ort i Indien.   Den ligger i distriktet Bijāpur och delstaten Karnataka, i den södra delen av landet, 1 400 km söder om huvudstaden New Delhi. Muddebihāl ligger 586 meter över havet och antalet invånare är 31 895.
Terrängen runt Muddebihāl är huvudsakligen platt. Muddebihāl ligger uppe på en höjd. Runt Muddebihāl är det ganska tätbefolkat, med 199 invånare per kvadratkilometer. Det finns inga andra samhällen i närheten. Trakten runt Muddebihāl består till största delen av jordbruksmark.